# ماثيو فرازير
ماثيو فرازير هو صحفي كندي، ولد في 3 يوليو 1958 في تورونتو في كندا.